# MV Rachel Corrie
Le MV Rachel Corrie est un  cargo de 499 tonnes affrété par la branche irlandaise du mouvement Free Gaza. Le navire a été baptisé en hommage à Rachel Corrie, militante pacifiste américaine écrasée par un bulldozer israélien au cours d'une manifestation à Gaza en 2003. Le bateau a porté plusieurs noms : d'abord le Carsten, puis Norasia Attik, Manya et dernièrement Linda.
Le 5 juin 2010 en fin de matinée, alors qu'elle se trouvait dans les eaux internationales, le MV Rachel Corrie a été arraisonné par l'armée israélienne. Le navire a été dérouté, sans faire de victimes, vers le port d'Ashdod, et les occupants ont été expulsés d'Israël.